# Batman (provins)

Provinsen Batmans läge i Turkiet.

Batman är en provins i det kurdiskt dominerade östra Turkiet. Provinsens huvudstad är Batman.